# Горік I
Горік I Старий (Horik, д/н — 854) — конунг данів Ютландії й Фюна (можливо частини Зеландії). В його правління завершилась асиміляція англів та ютів данами в Ютландії.

## Життєпис
Син конунга годфреда, вбитого 810 року. Через молодий вік владу перейняв його родич Геммінг. У 812 році після смерті останнього представники зеландського роду Скельдунгів — Гаральд Клак і Регінфред — захопили владу в Ютландії. Горік разом з 4 братами вимушений був тікати. Можливо до північної Ютландії або геатів.
Але вже 813 році повернувся й завдав поразки Гаральду і Регінфреду, які залишили Ютландію. У 814 році Горік I з братами відбив новий напад військ Скельдінгів, вбивши Регінфреда, але загинув також старший брат Горіка. Після цього Горік I розділив владу з рештою своїх братів. Можливо, брати отримали володіння в центральній Ютландії або Зеландії. Згідно археологічних знахідок на цей час приходиться початок карбування монет в Хедебю (резиденції конунга), що стало першим в Скандинавії. На монетах зображувався корабель (з одногобоку), з іншого — морська тварина (можливо кит).
У 815 році Гаральд за підтримки франкського війська спробував повернути собі владу. Не маючи змоги протидіяти ворогові в Ютландії, Горік I з братами перебрався на острів, ймовірно, Фюн, де зібрав 200 суден. Звідси діяв проти супротивника. Гаральд з франками і ободритами відступив до кордонів Франкської імперії. У 817 році відбито ще одну спробу Гаральда Клака повернути собі владу. Того ж року Горік I з братами уклав договір зі Славомиром, князем ободритів, що був невдоволений діями імператора Людовика I.
Спочатку флот данів рушив до Ельби, після чого спустошив область навколо річки Штьор (сучасний Шлезвіг-Гольштейн). Разом з ободритами і північними саксами конунги данів у 818 році спробували захопити важливу фортецю Езесфельдобург, проте невдало. Невдовзі Славомир зазнав поразки й потрапив у полон.
У 819 році Горік I вступив з братами в суперечку, причини якої достеменно невідомі. Внаслідок Горік разом з одним з братів прогнав двох інших братів. Не відчуваючи себе впевнено, Горік I звернувся до імператора франків з проханням повернути Гаральда Клака, з яким обіцяв поділити владу й укласти мир з імперією. Внаслідок поділу володінь Горік I отримав Фюн або західну Зеландію. У 821 році уклав союз із князем ободритів Чедрагом. Водночас з братом виступав проти політики християнізації, яку став проводити Гаральд. У 823 або 824 році того було вигнано з держави данів.
У 826 році за невідомих обставин Гаральд Клак повалив Горіка I та його брата, які вимушені були тікати. Проте вже 827 року повернувся й повалив Гаральда Клака. У 827 році дав обіцянки імператору Людовику I прибути до Неймегена, проте не виконав обіцянку. Спроба Гаральда відвоювати Ютландію призвела до нападу данів у відповідь. Спочатку було пограбовано узбережжя Фризії. Брат Горіка I помер до 828 року.
Протягом 820-х років Горік I намагався підтримувати мирні стосунки з Франкською імперією. Втім боротьба в середні неї призвела до того, що конунг Горік I не намагався приборкувати гевдінгів і морських конунгів, що протягом 834—837 здійснювали щорічні напади на Велику Фризію (район Дорестада, гирла річок Рейн, Шельда і Маас). Разом з тим це свідчить про те, що влада конунга не була міцною: традиції права на вільний морський похід зберігалися. У 836 році Горік I відправив до імператора Людовика I посланця, який заявив, що конунг не має нічого спільного з нападами на Фризію, а через два роки Горік I запевнив, що він стратив відповідальних за пограбування узбережжя. Можливо, напади здійснювали колишні племенні правителі (гевдінги) з підкореної північної та центральної Ютландії, де існувала власна протодержава данів та ютів. Її резиденцією було місто Орхус. Заява конунга Горіка від 838 року, на думку дослідників, свідчила про повне упокорення цієї протодержави та об'єднання Ютландії.
Висловлюється думка, що Горік I дав можливість Анунду II, конунг Свеаланду, найняти вояків для відновлення влади в Упсалі. Також допомагав князю ободритів Табемислу. У 843 році, ймовірно, після низки невдалих походів у Балтиці, Горік I звернув увагу на Франкську імперію. 845 році флот данів на чолі з Рагнаром напав на Париж. У Рагнарі деякі дослідники розглядають Рагнара Лодброка, але це не доведено. Найможливішим відбулося об'єднання декількох конунгів данів і свеїв для спільного морського походу проти імперії. Дії вікінгів були вдалими, пограбовано землі від гирла Сени до Парижа. Від західно-франкського короля Карла II Лисого отримано викуп у розмірі 7 тис. лібрів срібла. На зворотньому шляху спільно з ободритами також захоплено і пограбовано Гамбург. У 846 році здійснено похід данів на Фризію.
У 847 році франкське військо рушило до кордонів з Ютландією з метою залякати Горіка I. Проте мир остаточно було встановлено у 850 році. З 848 року став приймати у себе місіонера Ансгара. 850 року конунг данів дозволив християнському місіонеру збудувати церков в Хедебю (з цього часу відомого також як Шлезвік), який перетворився на важливий торгівельний порт. Того ж року надав підтримку Ансгару у подорожі до Свеаланда, рекомендовавши місіонера тамтешньому конунгу Улофу I. На цей час зникають будь-які згадки про англів, що, на думку дослідників, свідчить про завершення їх асиміляції данами.
Невдовзі старий Горік I був змушений розділити свою державу з двома неназваними небожами. Невдовзі ще один з небіжів гутторм зажадав у конунга свою частку володінь, але отримав відмову. У запеклій битві загинули Горік I і гутторм, а також багато прихильників з обох боків. Новим конунгом став Горік II Молодий, ймовірно онук Горіка I.